# Raïon de Lida
Le raïon de Lida (en biélorusse : Лідзкі раён, Lidzki raïon ; en russe : Лидский район, Lidski raïon) est une subdivision de la voblast de Hrodna ou oblast de Grodno, en Biélorussie. Son centre administratif est la ville de Lida.

## Géographie
Le raïon couvre une superficie de 1 566,74 km2, dans le centre de la voblast. Il est limité à l'ouest et au nord par le raïon de Voranava, à l'est par le raïon d'Iwie et le raïon de Navahroudak, au sud par le raïon de Dziatlava et à l'ouest par le raïon de Chtchoutchyn.

## Histoire
Le raïon a été créé le 15 janvier 1940.

## Population

### Démographie
Les résultats des recensements de la population (*) font apparaître une augmentation régulière de la population jusqu'aux années 1990, suivie par une diminution dans les premières années du XXIe siècle.
| 1959*  | 1970*   | 1979*   | 1989*   | 1999*   | 2009*   |
| ------ | ------- | ------- | ------- | ------- | ------- |
| 89 411 | 105 972 | 121 480 | 140 739 | 147 551 | 135 096 |

### Nationalités
Selon les résultats du recensement de 2009, la population du raïon se composait des nationalités suivantes  :
- 51,38 % de Biélorusses ;
- 35,28 % de Polonais ;
- 9,35 % de Russes ;
- 1,68 % d'Ukrainiens.

### Langues
En 2009, la langue maternelle était le biélorusse pour 53,48 % des habitants du raïon de Lida, le russe pour 41,75 %. Le biélorusse était parlé à la maison par 30,81 % de la population et le russe par 61,07 %.

## Autres
Lida est aussi un prénom